# Broken Flowers
Broken Flowers är en amerikansk film från 2005, skriven och regisserad av Jim Jarmusch.

## Handling
Kvinnokarlen Don Johnston (Bill Murray) får en dag ett anonymt brev i vilket det står att han har en 20-årig son.  Enligt brevet är sonen på väg för att hitta sin pappa som han aldrig sett.  Don låter sig motvilligt övertalas av sin ivriga granne (Jeffrey Wright) att bege sig ut på en resa för att ta reda på vem som är mamma till sonen.  Det innebär att han måste söka upp alla de kvinnor som han förfört och lämnat för tjugo år sedan.

## Utmärkelser
Den belönades med juryns stora pris under Filmfestivalen i Cannes 2005.

## Rollista (i urval)
- Bill Murray - Don Johnston
- Jeffrey Wright - Winston
- Sharon Stone - Laura
- Tilda Swinton - Penny
- Frances Conroy - Dora
- Jessica Lange - Carmen
- Alexis Dziena - Lolita